# アヌンナキ

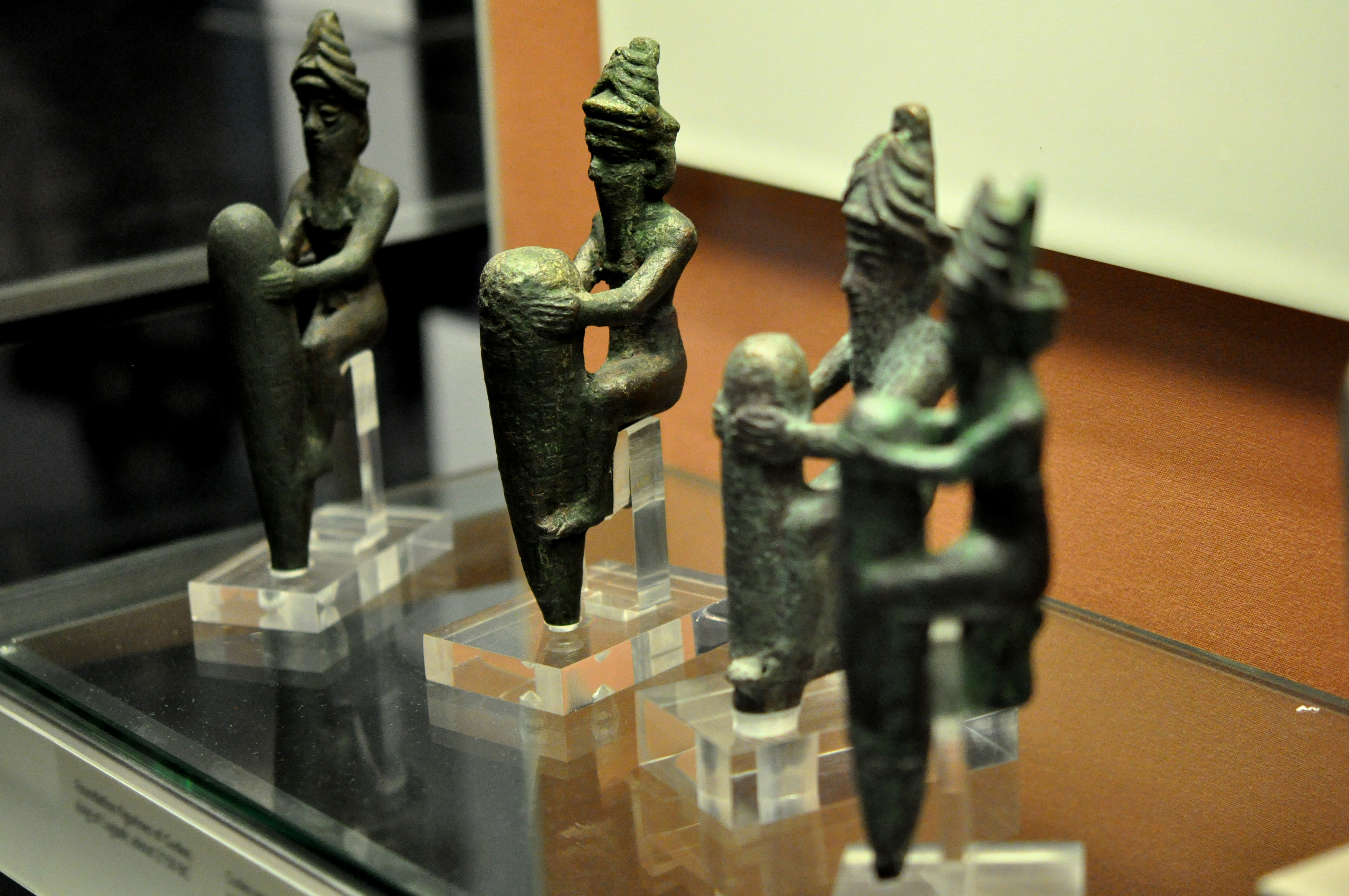
古代メソポタミアの神々を象った4柱の銅合金製の基礎神像。角ある冠が特徴的である。紀元前2130年頃

アヌンナキ (Anunnaki) 、あるいはアヌナキ (Anunaki) 、アンヌナキ (Annunaki) 、アヌナ (Anunna) 、アナナキ (Ananaki) は、古代シュメール、アッカド、アッシリア、バビロニアの一群の神々である。この神々に関する最古のシュメール語の記録は、アッカド帝国以後の時代のもので、アヌンナキは
パンテオンでも最も強力な神々で、天空の神アヌと大地の女神キの子孫であり、人間の運命を司った。20世紀の後半以降、この神々はアーヴィング・フィンケルのようなシュメール語研究家や考古学者たちにとっての新たな研究対象となってきた。

## 語源

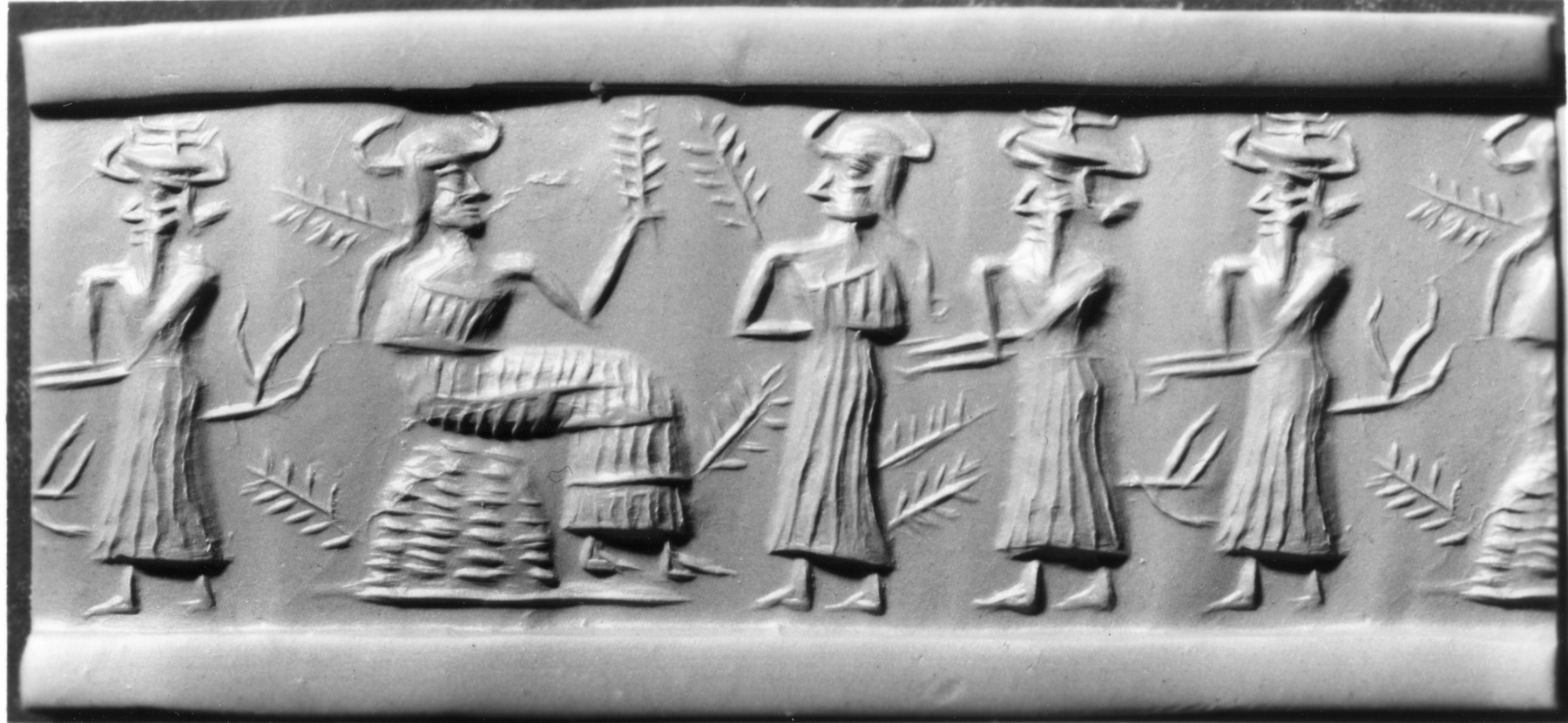
アッカドの円筒印章。玉座に座して崇拝者に囲まれている、おそらくニンフルサグと思われる植物神の姿が描かれている。紀元前2350年から紀元前2150年頃。

「アヌンナキ」という名は、シュメールの天空神のアヌに由来する。この名の表記は様々であり、"da-nuna"、"da-nuna-ke4-ne"、"da-nun-na"などで、おそらく「アヌの子孫」を意味するが、初期の、特にシュメールの文書では、広く「神々」を意味する語として使われていた。
アヌンナキの神々は、大地の女神キとアヌの子孫であると信じられていた 。サミュエル・ノア・クレーマーは、キとはシュメールの母神のニンフルサグのことだとしており、元々は同一神だったと説明している。アヌンナキの中でもっとも古い神は大気の神エンリルであり、シュメールのパンテオンでは主神だった。シュメール人は、エンリルの誕生以前は、天空と大地は分離せず一体だったと信じていた。その後、エンリルが天空と大地を二つに分かち 、エンリルは大地をとり、父アヌが天空をとった。

## 崇拝と図像
アヌンナキは主に文学的な文書で言及されている。彼らの信仰が存在していたことを示す考古学的な証拠は極めて少ない。これは、アヌンナキに含まれる神々は、それぞれ独立した信仰対象であったことを示している可能性がある。
同様に、集団としてのアヌンナキを描いた事物も未発見である。ただし、属する神を個別に描いたものであれば確認されている。古代メソポタミアの神々はほとんどが擬人化されていた。神々は並外れた力を有していると考えられており、物理的なサイズについても、とてつもなく巨大だと想像されていた。

## 神話

### シュメール

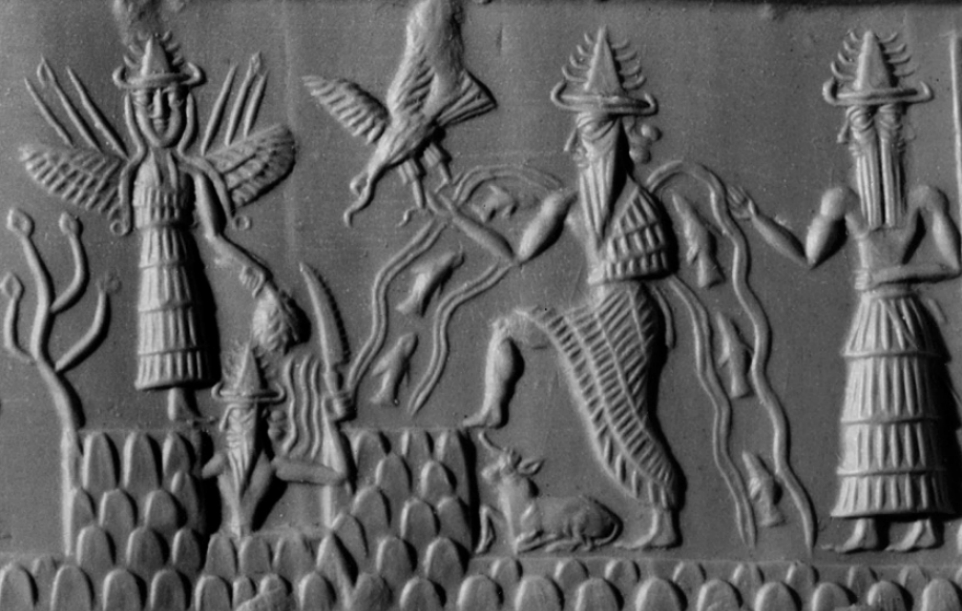
紀元前2300年頃のアッカドの円筒印章。アヌンナキのうちの3人、イナンナ、ウトゥ、エンキの神々が描かれている。

アヌンナキという言葉の現存最古の使用例はラガシュ王グデアの治世（紀元前2144年から2124年頃）とウル第三王朝の間に書かれた碑文にある。初期の文書では、この用語はシュメール神話の中でも最有力かつ最重要な神々、つまり天空神アンの子孫を指している。
この一群の神々にはおそらく「運命を定める7人の神々」が含まれていた。アン、エンリル、エンキ、ニンフルサグ、ナンナ、ウトゥ、イナンナの7柱が知られている。
シュメールの重要な神は、ほぼ全員がそれぞれ特定の都市の守護神でもあった。その都市の国益を守るものとして望まれていた。その都市の神殿が、その神の永久の住まいであると信じられていた。

### フルリとヒッタイト
フルリのフルリ神話と、ヒッタイト（紀元前2千年紀の半ばから後半にかけて栄えた）のヒッタイト神話では、最古の世代の神々が、より新しい神々によって、地下世界（冥界）に追放されたと信じられていた。冥界は女神レルワニが支配しているとされた。ヒッタイトの筆記者はこれらの神々がアヌンナキだとみなしていた。
古代フルリ語では、アヌンナキは「かつての古き神々」か、「大地の神々」karuileš šiuneš と呼ばれている。ヒッタイトやフルリの条約文では、しばしば、誓約事項を遵守するため、古い神々への宣誓がなされていた。